# بوغل (كورنوال)
بوغل (بالإنجليزية: Bugle, Cornwall)‏ هي قرية تقع في المملكة المتحدة في كورنوال. يقدر عدد سكانها بـ 4,164 نسمة .